# Cœur de lièvre
Cœur de lièvre (titre original en anglais Rabbit, Run) est un roman de l'écrivain américain John Updike publié originellement le 12 novembre 1960 aux États-Unis par Alfred A. Knopf et en français le 1er mars 1962 aux éditions du Seuil. Il constitue le premier volume du cycle Rabbit mettant en scène la vie du personnage Harry « Rabbit » Angstrom.
C'est l'un des romans les plus importants de son auteur et l'un des plus considérés de la littérature américaine contemporaine,. Il a été adapté au cinéma dans un film homonyme par Jack Smight en 1970.

## Écriture du roman
John Updike écrit au tout début de l'année 1959, à l'âge de 27 ans, ce second roman alors qu'il vit à Ipswich dans le Massachusetts de la publication de ses premiers textes — de courtes nouvelles et des poèmes ainsi que des critiques dans The New Yorker. La version manuscrite du roman est terminée le 11 septembre 1959 et envoyée quelques semaines plus tard, après qu'il l'a dactylographiée, à son éditeur Alfred A. Knopf qui l'accepte rapidement sous réserve toutefois de quelques coupes, notamment concernant les passages à teneur sexuelle. John Updike s'y soumet avec l'aide d'un conseiller juridique et le roman paraît en novembre 1960. La parution aux États-Unis se fait sans incident, mais son éditeur britannique, Victor Gollancz, demande toutefois des coupes supplémentaires, ce que refuse John Updike qui propose son livre en l'état au jeune éditeur anglais André Deutsch. Ce dernier accepte de le publier sans modification. Pour la parution du roman dans l'édition de poche chez Penguin Books, prévue à la fin de l'année 1962, Updike demande à pouvoir restaurer les passages censurés (l'évolution et l'acceptation des mœurs dans la littérature ayant rapidement évolué durant ce laps de temps) et à modifier des détails du texte. Il y est autorisé par l'éditeur et passe quelques semaines durant l'hiver 1962 à Antibes, en France, pour réaliser ce travail aboutissant à l'ultime version de son roman tel qu'il est accepté depuis. Cœur de lièvre est de fait le roman de son auteur qui existe sous le plus de versions différentes.

## Résumé

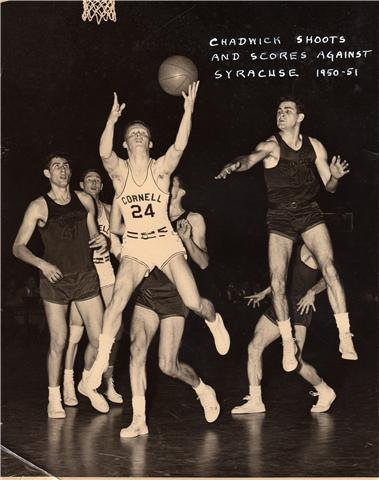
Match de basket ball dans les années 1950.

En mars 1959, Harry « Rabbit » Angstrom a 26 ans et vit dans le quartier de « Mount Judge » à Brewer en Pennsylvanie. Ancien champion de basket-ball de son lycée, il mène la vie ordinaire d'une personne de la classe ouvrière américaine du début des années 1960, travaillant comme démonstrateur de gadgets de cuisine dans un centre commercial de la ville où il a rencontré quelques années auparavant sa femme, Janice, avec laquelle il a un jeune fils Nelson, deux ans, et qui attend leur second enfant. Soudainement face à l'oppression de son milieu familial et le sentiment d'avoir gâché « ses talents » auprès d'une femme qu'il considère idiote et ayant un penchant pour la boisson, il décide de fuir son foyer un vendredi soir. Il part en voiture au hasard des routes en direction du sud des États-Unis avec l'envie de se réveiller sur le sable du golfe du Mexique. Au cours de cette nuit de conduite approximative, Rabbit se perd dans les montagnes de la Virginie-Occidentale, et décide finalement de rentrer à Brewer. Il va alors demander asile et conseil auprès de son ex-entraîneur de basket-ball, Marty Tothero. Ce dernier l'ayant recueilli dans sa garçonnière, l'invite à passer la soirée suivante en compagnie de deux femmes de sa connaissance : Margaret, qui est apparemment son amante régulière, et Ruth, une jeune femme vivant seule et subvenant à ses besoins en se prostituant à l'occasion. Rabbit comprend rapidement la situation et choisit d'accepter l'arrangement pécuniaire afin de passer la nuit avec elle.
Ruth est charmée par la douceur et la virilité de Rabbit qui lui propose de passer le dimanche ensemble et de faire comme s'il s'agissait d'une relation normale. Il va chercher en cachette quelques vêtements chez lui, en l'absence de sa femme, mais est interpellé dans la rue par le révérend Eccles de l'église épiscopale qui, averti de sa disparition par la belle-famille de Janice, lui propose de discuter de la situation. Ils conviennent d'un rendez-vous pour une partie de golf dans les jours à venir. Rabbit emménage alors chez Ruth. Eccles va dès lors tenter avec douceur et compréhension de ramener la brebis égarée dans son foyer, en ne le brusquant pas, lui offrant même un travail d'appoint comme jardinier auprès d'une de ses connaissances Mme Smith. Deux mois passent ainsi, durant lesquels Rabbit s'adapte avec une certaine allégresse et insouciance à sa nouvelle vie alors que Janice déménage chez ses parents pour les dernières semaines de sa grossesse, sans qu'aucun contact entre les deux époux n'aient lieu. À l'occasion d'une sortie, Rabbit et Ruth rencontrent par hasard une vieille connaissance commune en la personne de Ronnie Harrison, un ex-coéquipier/rival du temps du lycée. Rabbit découvre que Ruth a eu aventure avec lui et ne peut contenir sa colère, l'interrogeant de manière extrêmement intrusive sur les détails, notamment sexuels, de leur relation. Après cette altercation, il demande à Ruth de manière insistante de lui faire une fellation, pratique qu'il ignore et qu'elle semble avoir largement utilisée dans son passé et pour ses besoins. Au cours de cette même nuit de juin, Eccles réussit à le joindre et l'informe que Janice est à l'hôpital pour accoucher. Rabbit s'apprête à s'y rendre et devant le mutisme total de Ruth, qui souffre de la situation, décide de la quitter.
À l'hôpital, réalisant la folie de la situation et son lien malgré tout fort avec Janice qui vient de donner naissance à Rebecca June, mais qui n'ignore rien des conditions de vie récentes de son mari, Rabbit s'engage à revenir dans leur foyer et à prendre soin de ses enfants. Leurs familles respectives, bien que jugeant toutes deux durement les actes de Rabbit, tâchent de faciliter la chose : le père de Janice a payé les loyers dus et offre à Rabbit une place de vendeur de voitures dans sa concession ; la mère de Rabbit, malgré son hostilité à l'égard de son fils mais aussi de sa bru, met en sourdine ses critiques pour sauver ce foyer chancelant. Rabbit et Janice retrouvent leur maison ; Nelson babillant à leurs côtés et Rebecca June liée au sein de sa mère. Rabbit décide un dimanche d'aller, par reconnaissance envers le révérend, à la messe d'Eccles où il fait pour la seconde fois la rencontre de son épouse Lucy, avec laquelle une étrange tension sexuelle s'était mise en place lors de leur première entrevue. Il interprète, peut-être à tort, une proposition de celle-ci à boire un café comme une avance et la décline avec un sous-entendu, provocant une vive réaction de la part de Lucy. Le soir, de retour chez lui et sous la tension sexuelle malgré tout résiduelle, Rabbit tente de s'approcher de Janice. Celle-ci, allaitante, à peine sortie de couche, et sous le stress de leur fille qui pleure beaucoup, le repousse systématiquement, bien qu'il ait tenté de la décontracter avec un petit verre de whisky et proposé de simples et tendres caresses à sa femme avec laquelle il n'a pas eu de relation sexuelle depuis trois mois. Furieux de ces refus, Rabbit part dans la nuit faire un tour et ne rentre pas de la journée suivante. Janice, au plus mal, décide de boire un peu pour faire vaincre le malaise et tenter d'apaiser l'angoisse des heures qui passent. Petit à petit, elle est une fois de plus en état d'ébriété avancée. Elle néglige Nelson et, alors qu'elle tente, à peine lucide, de nettoyer Rebecca qui a sali ses couches, lâche le nourrisson dans la baignoire pleine d'eau, incapable de la récupérer : Rebecca se noie.

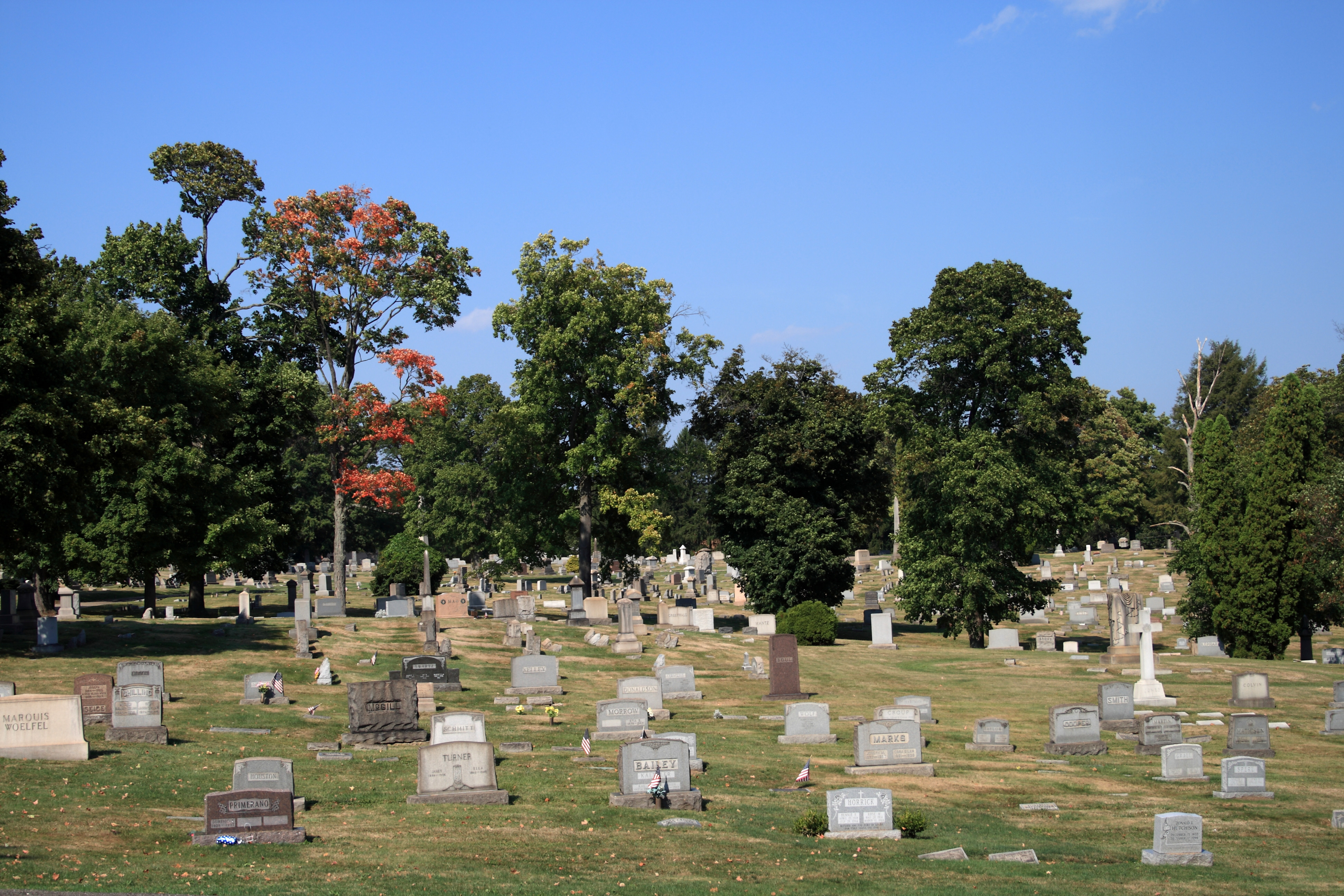
Cimetière de Mount Royal, Glenshaw, en Pennsylvanie.

Rabbit qui a erré toute la journée, notamment autour de la maison de Ruth, apparemment absente, téléphone le soir à Eccles pour prendre des nouvelles des conséquences de sa nouvelle fuite. Le révérend lui apprend la tragédie. Rabbit retourne chez ses beaux-parents où se trouvent sa femme, sous sédatifs, et son fils. Choqué, il ne sait qui de lui ou d'elle accuser de cette mort et le lendemain ouvre ses bras pour tenter de dépasser le drame. Toutes les familles sont réunies pour les funérailles du bébé au cours desquelles Rabbit soudainement et publiquement proclame son innocence dans la mort de sa fille et en accuse implicitement Janice. Il s'enfuit à toutes jambes à travers le cimetière et les bois, malgré la tentative vaine de Eccles de le rattraper, et erre dans la forêt. Le soir venu, il téléphone chez le révérend pour donner d'ultimes nouvelles, bien décidé à continuer sa vie sur un autre chemin : Lucy refuse de lui passer son époux, feint d'un faux numéro, et lui raccroche au nez. Rabbit s'en va chez Ruth qui après l'avoir verbalement repoussé le laisse entrer chez elle. Il s'aperçoit alors à la forme de sa taille qu'elle est ou a été très récemment enceinte ; assurément de lui. Pris de panique qu'elle ait pu avorter, il vit comme un immense soulagement sa décision de garder cet enfant. Ruth lui intime alors de faire un choix entre divorcer de sa femme et vivre avec elle ou la quitter à tout jamais. Rabbit sort indécis de l'appartement de Ruth avec cette seule alternative.

## Éditions
- (en) Rabbit, Run, Alfred A. Knopf Publishers, 1960.
- Cœur de lièvre, éditions du Seuil, 1962  (ISBN 978-2020014359).
- (en) Rabbit Angstrom, a Tetralogy, coll. « Everyman's Library », Alfred A. Knopf Publishers, 1995,  (ISBN 0-679-44459-9).